# Juvêncio Dias
Juvêncio Antônio Vergolino Dias, mais conhecido como Juvêncio Dias, (Belém,16 de outubro de 1929) é um médico e político brasileiro que serviu deputado federal e senador pelo Pará.

## Biografia

### Primeiros anos e formação acadêmica
Filho de Juvêncio de Figueiredo Dias e Maria Dorila Vergolino Dias, Juvêncio nasceu em Belém, capital do estado do Pará, no ano de 1929. Na cidade, formou-se no curso de medicina na Universidade Federal do Pará (UFPA) na turma de 1953.
Formado médico, deixou o Pará para realizar pós-graduação em outras cidades do país. Mudou-se para São Paulo, onde estudou no Hospital das Clínicas da Faculdade de Medicina da Universidade de São Paulo (HCFMUSP). Ainda no estado de São Paulo, mudou-se para Campinas, município no interior do estado. Na cidade, estudou no Instituto Penido Burnier, instituição voltada para doenças e tratamentos na área da oftalmologia.
Após a temporada em São Paulo, mudou-se para então capital federal do país, o Rio de Janeiro, onde realizou estudos na Clínica José Kos, localizada no centro da cidade e especializada em otorrinolaringologia.

### Política
De volta ao Pará, filiou-se ao Aliança Renovadora Nacional (ARENA), partido de sustentação da Ditadura militar brasileira. Candidatou-se ao cargo de Deputado federal pelo Pará, sendo eleito em 1966 após receber 19.333 votos.
No pleito de 1970 foi reconduzido ao cargo após receber 11.276 votos. Em 1974, foi eleito para seu terceiro mandato após receber 15.724 votos. No ano de 1978, disputou seu quarto mandato, porém, não foi eleito após receber 9.445 votos. Em 1979, foi nomeado diretor do Banco da Amazônia (BASA), permanecendo no cargo por um período de onze anos, até 1990. Com o fim da Ditadura e o advento da Nova República, filiou-se ao Partido Frente Liberal (PFL) no ano de 1985.
Filiado ao Partido Social Trabalhista (PST), ocupou o cargo de primeiro suplente na chapa do senado de Coutinho Jorge (PMDB), na eleição ao senado de 1990. Coutinho tornou-se Ministro do Meio-Ambiente do governo de Itamar Franco, o que levou a Juvêncio assumir o cargo de senador entre os anos de 1992 e 1993. Como senador, Juvêncio pela condenação de Fernando Collor no processo de impeachment. Após o fim do governo de Itamar, Coutinho reassumiu o cargo de senador e Juvêncio retornou a suplência. No ano de 1998, Juvêncio, voltou a ser senador após Coutinho renunciar o cargo para tornar-se conselheiro do Tribunal de Contas do Estado do Pará (TCE-PA).
Coutinho permaneceu no cargo até 1999.

#### Desempenho eleitoral
| Ano  | Cargo                      | Partido | Votos  | Resultado  | Ref.   |
| ---- | -------------------------- | ------- | ------ | ---------- | ------ |
| 1966 | Deputado federal pelo Pará | ARENA   | 19.333 | Eleito     | [ 10 ] |
| 1970 | Deputado federal pelo Pará | ARENA   | 11.276 | Eleito     | [ 10 ] |
| 1974 | Deputado federal pelo Pará | ARENA   | 15.724 | Eleito     | [ 11 ] |
| 1978 | Deputado federal pelo Pará | ARENA   | 9.445  | Não eleito | [ 12 ] |

## Vida pessoal
Foi casado com Anete Teixeira Dias, com quem teve dois filhos, incluindo André Teixeira Dias, foi vereador em Belém e deputado estadual pelo Pará, além de ter integrado o TCE-PA como conselheiro.